# رایدر استرانگ
رایدر استرانگ (انگلیسی: Rider Strong؛ زادهٔ ۱۱ دسامبر ۱۹۷۹) یک هنرپیشه، و کارگردان اهل ایالات متحده آمریکا است. وی از سال ۱۹۹۰ میلادی تاکنون مشغول فعالیت بوده‌است.

## فیلم ها
- ورونیکا مارس اپیزود: "My Big Fat Greek Rush Week"
- کسل اپیزود: "The Fifth Bullet"
- استخوان‌ها اپیزود: "Mummy in the Maze"
- پارادایس، تگزاس
- با چنگ و دندان

## زندگی شخصی
وی در سال ۲۰۰۶ با تهیه کننده و بازیگر آمریکایی ، الکساندرا بارتو ، آشنا شد.آنها در دسامبر ۲۰۱۲ نامزد کرده  و آنها در بیستم اکتبر ۲۰۱۳ در اورگن با هم ازدواج کردند.

این زوج در دسامبر ۲۰۱۴ دارای یک پسر شدند که نام او را ایندیگو "ایندی" بارتو استرانگ نهادند.